# David Suchet

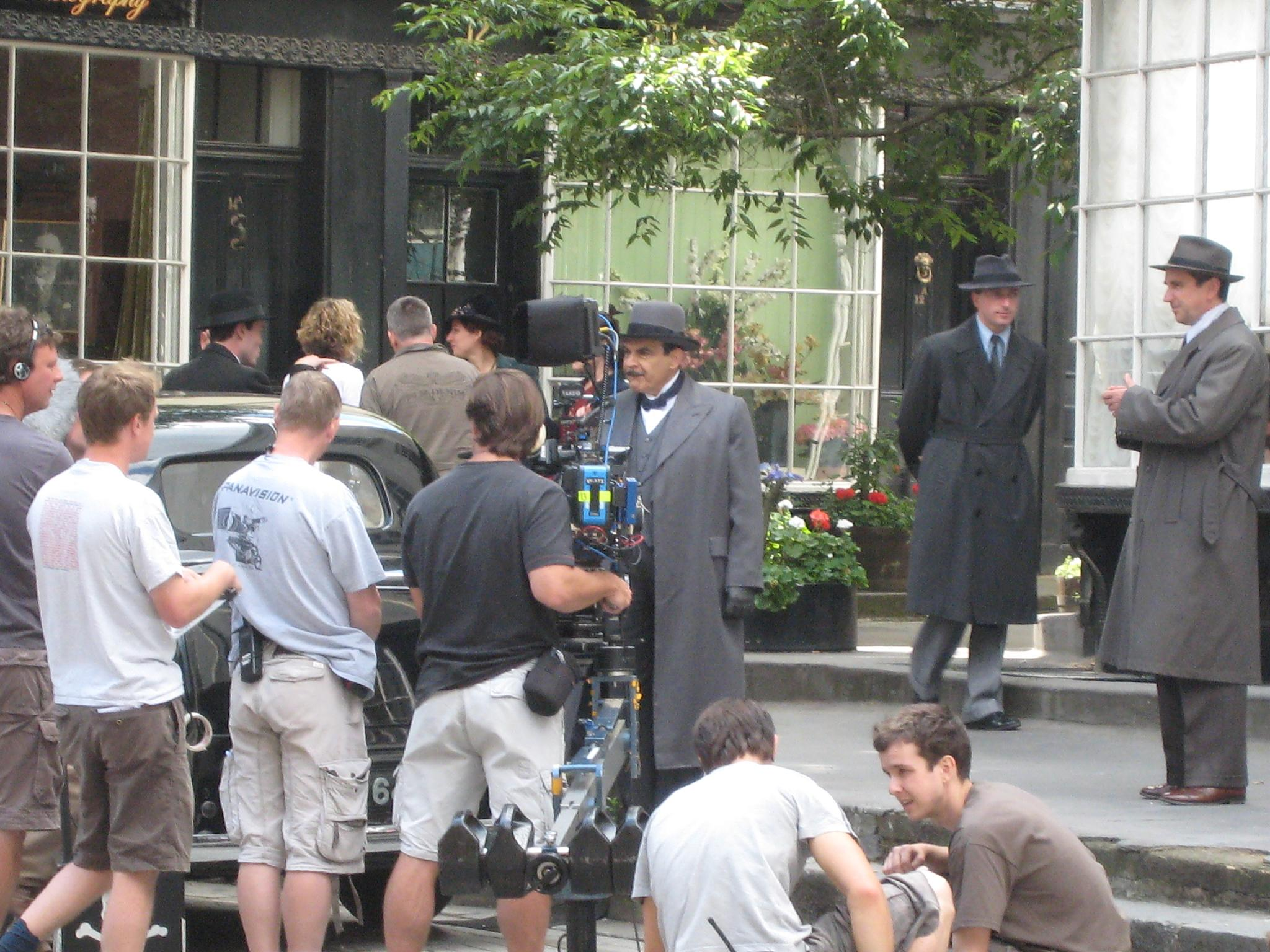
David Suchet jako Herkules Poirot, na planie filmowym (Londyn 2009)

Sir David Courtney Suchet [ˈsuːʃeɪ], CBE (ur. 2 maja 1946 w Londynie) – brytyjski aktor i producent filmowy. Laureat nagrody Emmy, trzykrotnie nominowany do nagrody BAFTA.
Międzynarodowe uznanie przyniosła mu rola detektywa Herkulesa Poirota w adaptacjach powieści Agathy Christie (1989–2013). 

## Życiorys
Suchet urodził się w londyńskiej dzielnicy Paddington jako syn Jacka Sucheta, lekarza ginekologa i jego żony Joan Patricii Jarché (1916–1992), aktorki. Miał dwóch braci, starszego Johna (ur. 1944), lektora i prezentera telewizyjnego, i młodszego Petera, kierownika ds. reklamy.
Ukończył London Academy of Music and Dramatic Arts. W 1973 dołączył do zespołu Royal Shakespeare Company w Stratford. W filmach amerykańskich grywał na ogół postacie negatywne, jak np. arabskiego terrorystę w filmie sensacyjnym Krytyczna decyzja (1996). Występował też jako kardynał Thomas Wolsey w filmie Krwawy tyran – Henryk VIII, jako Reacher Gilt w filmie Piekło pocztowe i jako Lew Vogel w Angielskiej robocie.
Od 1989 do 2013 roku wcielał się w rolę Herkulesa Poirota w serialu Poirot. Został w ten sposób pierwszym aktorem, który wystąpił w adaptacji każdej powieści i noweli Agathy Christie, w których pojawia się belgijski detektyw. Do roli Poirota Suchet zakładał specjalne wkładki, nadające mu wygląd bardziej korpulentny. Do przyjęcia roli zachęcił go Peter Ustinov.
Suchet zajmuje się dubbingiem filmów animowanych, jest także lektorem licznych filmów dokumentalnych. Nagrał szereg audiobooków, w tym Biblię, 40 kryminałów Agathy Christie, czy twórczości Johna Bunyana i Ruth Rendell.
W 2020 otrzymał tytuł szlachecki za zasługi dla teatru i działalność charytatywną; przy czym uroczysta inwestytura miała miejsce w styczniu 2022.
W 2012 wystąpił w filmie dokumentalnym David Suchet: People I Have Shot, poświęconym  dziadkowi ze strony matki - fotoreporterowi Jamesowi Jarche, który wykonał portrety m.in. Winstona Churchilla, Elżbiety II czy Alberta Einsteina.

## Życie prywatne
W 1976 zawarł związek małżeński z Sheilą Ferris. Para ma syna Roberta (ur. 1981) i córkę Katherine (ur. 1983).
Dziadek Sucheta ze strony ojca, Isidor Shokhet, był litewskim Żydem, pochodzącym z Kretyngi. Po przeprowadzce do Memel w ówczesnych Prusach Wschodnich, zmienił nazwisko na Suchedowitz. Wersja nazwiska Suchet została przyjęta przez Isidora po wyjeździe do RPA.

## Filmografia
- Opowieść o dwóch miastach (A Tale of Two Cities, 1980) jako John Barsad
- Misjonarz (The Missionary, 1982) jako wielebny Corbett
- Prochowiec (Trenchcoat, 1983) jako inspektor Stagnos
- Czerwony monarcha (1983) jako Beria
- Freud (1984) jako dr Sigmund Freud
- Gułag (Gulag, 1985) jako Matvei
- Śmierć lorda Edgware’a (Thirteen at Dinner, 1985) jako inspektor Japp
- Żelazny Orzeł (Iron Eagle) (1986) jako minister obrony
- Harry i Hendersonowie (Harry and the Hendersons, 1987) jako Jacques LaFleur
- Zabić księdza (To Kill a Priest, 1988) jako biskup
- Rozstanie (Separation, 1990) jako Joe
- Osobliwość (The Curious, 1993) jako Rudii
- Mojżesz (Moses, 1995) jako Aaron
- Krytyczna decyzja (Executive Decision, 1996) jako Nagi Hassan
- Salomon (1997) jako Joab
- Morderstwo doskonałe (A Perfect Murder, 1998) jako detektyw Mohamed Karaman
- Obywatel Welles (RKO 281, 1999) jako Louis Meyer
- Nieprzerwana akcja – Wing Commander (Wing Commander, 1999) jako kapitan Lawrence Jason Sansky
- Sabotaż (Sabotage!, 2000) jako Napoleon
- Pinokio (Pinocchio, 2002) jako Gepetto (dubbing)
- Krwawy tyran – Henryk VIII (Henry VIII, 2003) jako kardynał Thomas Wolsey
- Teściowie (The In-Laws, 2003) jako Jean-Pierre Thibodoux
- Niezawodny plan (Foolproof, 2003) jako Leo Gillette
- Wpuszczony w kanał (Flushed Away, 2005) jako tata Rity
- Dracula (2006) jako Abraham Van Helsing
- Maxwell (2007) jako Robert Maxwell
- Angielska robota (The Bank Job, 2008) jako Lew Vogel
- Piekło pocztowe (Going Postal, 2010) jako Reacher Gilt
- Hidden (2011) jako sir Nigel Fountain
- Wielkie nadzieje (Great Expectations, 2012) jako Jagger
- Effie Gray (2014) jako pan Ruskin
- American Assassin (2017) jako Stansfield
- Press (2018) jako George
- Urban Myths (2018) jako Salvador Dali
- His Dark Materials (2019–2022) jako Kaisa
- Pinokio (2023) jako profesor

### Jako Hercules Poirot
Wszystkie odcinki serialu Poirot (1989–2013), w którym to wcielił się w rolę tytułową. 

## Nagrody
W 1991 roku otrzymał nominację do nagrody Brytyjskiej Akademii Telewizyjnej (BAFTA) za tytułową rolę w serialu Poirot. W 2008 zdobył nagrodę Emmy w kategorii „Najlepszy aktor” za rolę Roberta Maxwella w telewizyjnym dramacie biograficznym BBC Maxwell (2007).

## Odznaczenia
- Odznaka Rycerza Kawalera – ogłoszenie 2020[6][7], inwestytura 2022[8]
- Commander Orderu Imperium Brytyjskiego – ogłoszenie 2010[12][13]; wręczenie 2011[14]
- Officer Orderu Imperium Brytyjskiego – wręczenie 2002[15]